# 42P/Неуймина
Комета Неуймина 3 (42P/Neujmin) — короткопериодическая комета из семейства Юпитера, которая была открыта 2 августа 1929 года советским астрономом Григорием Неуйминым в Симеизской обсерватории. Она была описана как небольшой диффузный объект 13,0 m звёздной величины. Комета обладает довольно коротким периодом обращения вокруг Солнца — чуть более 10,7 года.

Орбита кометы Неуймина 3 и её положение в Солнечной системе

По мнению учёных, кометы 42P/Неуймина и 53P/Ван Бисбрука являются фрагментами одной большей кометы, развалившейся на части в марте 1845 года.
Приблизительная орбита кометы была получена через две недели наблюдений. Согласно этим расчётам комета должна была вернуться в 1940 году, но несмотря на тщательные поиски обнаружить её так и не удалось. Следующее возвращение ожидалось в 1951 году и 4 мая Л. Э. Каннингемом она была обнаружена в 0,5 градуса от предсказанного положения. Фотографические поиски 1961 года опять оказались безрезультатными, зато её нашли на фотографиях, сделанных 17 апреля 1972 года. Позиция указывала, что прогноз требует коррекции только на −0,03 суток. Возвращение кометы ожидали в 1983 году, но опять напрасно, зато 25 мая 1993 года она была обнаружена как едва различимый объект 21,0 m звёздной величины.

## Сближение с планетами
В XX веке комета не совершала тесных сближений ни с одной из планет (ближе 1 а. е.), зато в XXI веке таких сближений ожидается целых четыре: по два с Юпитером и с Землёй. Но наиболее интересным будет сближение с астероидом (4) Веста, которое произойдёт 17 июля 2036 года, когда комета пролетит всего в 0,04 а. е. (6 млн км) от астероида.
- 0,88 а. е. от Юпитера 26 марта 2060 года;
  - уменьшение расстояния перигелия с 2,00 а. е. до 1,92 а. е.;
  - уменьшение орбитального периода с 10,64 до 10,21 года;
- 0,99 а. е. от Земли 2 августа 2078 года;
- 0,67 а. е. от Юпитера 2 ноября 2086 года;
  - уменьшение расстояния перигелия с 1,93 а. е. до 1,82 а. е.;
  - увеличение орбитального периода с 10,26 до 9,76 лет;
- 0,87 а. е. от Земли 1 июля 2098 года.